# ماساشي شيمامورا
ماساشي شيمامورا (باليابانية: 島村 征志) (مواليد 3 يونيو 1971)، هو لاعب كرة قدم ياباني سابق كان يلعب كلاعب وسط.

## وصلات خارجية
- ماساشي شيمامورا على موقع رابطة كرة القدم اليابانية للمحترفين (اليابانية)
- ماساشي شيمامورا على موقع عالم كرة القدم.نت (الإنجليزية)